# Кингстон (Јута)
Кингстон (енгл. Kingston) град је у америчкој савезној држави Јута.

## Демографија
По попису из 2010. године број становника је 173, што је 31 (21,8%) становника више него 2000. године.
| Група             | 2000.       | 2010.       |
| Белци             | 140 (98,6%) | 170 (98,3%) |
| Афроамериканци    | 0 (0,0%)    | 0 (0,0%)    |
| Азијати           | 0 (0,0%)    | 0 (0,0%)    |
| Хиспаноамериканци | 1 (0,7%)    | 3 (1,7%)    |
| Укупно            | 142         | 173         |